# Lysandra damon
Lysandra damon är en fjärilsart som beskrevs av Aigner 1906. Lysandra damon ingår i släktet Lysandra och familjen juvelvingar. Inga underarter finns listade i Catalogue of Life.